# Terpsiphoninae
Terpsiphoninae — підродина горобцеподібних птахів родини монархових (Monarchidae). Включає 23 види у 4 родах.

## Класифікація
- Монаршик (Hypothymis) — 4 види
- Сангезький монарх-довгохвіст (Eutrichomyias) — 1 вид
- Чубатий монарх (Trochocercus) — 2 види
- Монарх-довгохвіст Terpsiphone — 16 видів